# 모로도로
모로도로(이탈리아어: Morro d'Oro)는 이탈리아 아브루초주 테라모도에 위치한 코무네다.